# Mariano Lantada
Mariano Lantada Guerra (Lantadilla, provincia de Palencia, 1855 - Madrid,1923) fue un pintor y escultor español de los siglos XIX y XX. Se caracterizó por la pintura religiosa, destacando en este aspecto su obras para el Palacio Episcopal de Palencia y las pinturas de la ermita de Nuestra Señora de la Piedad en Herrera de Pisuerga.

## Biografía
Nacido en Lantadilla, localidad de la provincia de Palencia, realizó su periodo de formación en la ciudad de Palencia y luego en Madrid. Allí fue discípulo de Federico de Madrazo, uno de los pintores españoles de más éxito en el siglo XIX. Completó su formación posteriormente en Roma y en París, donde tuvo estudio propio.
En la década de 1890 se estableció en Palencia, primero como docente de la Escuela de la Propaganda Católica y posteriormente en la Escuela Municipal de Dibujo, de la que llegó a ser director. Era un momento de gran prestigio de este centro educativo, que había dado figuras de renombre a nivel nacional, como Casado del Alisal o Dióscoro Puebla. Compaginó esta labor docente con la creación y la restauración de obras de arte. Contrajo durante esos años matrimonio con Nazaria Buey, natural de Herrera de Pisuerga.
Lantada recibió el encargo de pintar la capilla del Palacio Episcopal de Palencia en 1899 y la finalizó en 1901, por encargo del obispo Enrique Almaraz y Santos. Es considerada un obra significativa del eclecticismo pictórico de principios del siglo XX, así como la obra cumbre del autor. Abundan en la obra elementos neoplaterescos, lunetos y columnas abalaustradas, destacando la utilización de tonos dorados y rojizos que proporcionan al conjunto una especial luminosidad y calidez.
Entre 1902 y 1904 decoró el interior de la ermita de la Piedad de Herrera de Pisuerga con un gran ciclo de pinturas sobre muro y lienzo, en las que destacan los colores intensos y a menudo contrastantes, así como la variedad iconográfica y temática. Sin abandonar del todo sus tareas docentes en Palencia, se trasladó a vivir con su familia a Madrid en 1910. Falleció en esta última ciudad en 1923.